# Vadonville
Vadonville és un municipi francès situat al departament del Mosa i a la regió del Gran Est. L'any 2007 tenia 250 habitants.

## Demografia

### Població
El 2007 la població de fet de Vadonville era de 250 persones. Hi havia 108 famílies, de les quals 32 eren unipersonals (8 homes vivint sols i 24 dones vivint soles), 24 parelles sense fills, 28 parelles amb fills i 24 famílies monoparentals amb fills.
La població ha evolucionat segons el següent gràfic:
Habitants censats

### Habitatges
El 2007 hi havia 121 habitatges, 107 eren l'habitatge principal de la família, 7 eren segones residències i 7 estaven desocupats. 120 eren cases i 1 era un apartament. Dels 107 habitatges principals, 92 estaven ocupats pels seus propietaris, 11 estaven llogats i ocupats pels llogaters i 4 estaven cedits a títol gratuït; 2 tenien dues cambres, 11 en tenien tres, 34 en tenien quatre i 60 en tenien cinc o més. 76 habitatges disposaven pel capbaix d'una plaça de pàrquing. A 40 habitatges hi havia un automòbil i a 46 n'hi havia dos o més.

### Piràmide de població
La piràmide de població per edats i sexe el 2009 era:
| Homes | Edats   | Dones |
| ----- | ------- | ----- |
| 0     | 95 o +  | 0     |
| 4     | 90 a 94 | 4     |
| 4     | 85 a 89 | 12    |
| 0     | 80 a 84 | 4     |
| 0     | 75 a 79 | 4     |
| 8     | 70 a 74 | 0     |
| 0     | 65 a 69 | 8     |
| 4     | 60 a 64 | 4     |
| 4     | 55 a 59 | 0     |
| 16    | 50 a 54 | 16    |
| 12    | 45 a 49 | 12    |
| 8     | 40 a 44 | 0     |
| 4     | 35 a 39 | 12    |
| 12    | 30 a 34 | 12    |
| 12    | 25 a 29 | 4     |
| 0     | 20 a 24 | 0     |
| 0     | 15 a 19 | 8     |
| 8     | 10 a 14 | 0     |
| 8     | 5 a 9   | 4     |
| 8     | 0 a 4   | 16    |

## Economia
El 2007 la població en edat de treballar era de 159 persones, 111 eren actives i 48 eren inactives. De les 111 persones actives 100 estaven ocupades (53 homes i 47 dones) i 11 estaven aturades (5 homes i 6 dones). De les 48 persones inactives 16 estaven jubilades, 8 estaven estudiant i 24 estaven classificades com a «altres inactius».

### Ingressos
El 2009 a Vadonville hi havia 109 unitats fiscals que integraven 258,5 persones, la mediana anual d'ingressos fiscals per persona era de 16.538 €.

### Activitats econòmiques
Dels 5 establiments que hi havia el 2007, 1 era d'una empresa alimentària, 3 d'empreses de comerç i reparació d'automòbils i 1 d'una empresa de serveis.
L'únic establiment comercial que hi havia el 2009 era una carnisseria.
L'any 2000 a Vadonville hi havia 3 explotacions agrícoles.

## Poblacions més properes
El següent diagrama mostra les poblacions més properes.